# Terni Football Club 1929-1930
Questa pagina raccoglie i dati riguardanti il Terni Football Club nelle competizioni ufficiali della stagione 1929-1930.

## Rosa
| N. |                   | Ruolo | Calciatore         |
| -- | ----------------- | ----- | ------------------ |
|    | Italia (bandiera) | A     | Augusto Barbarella |
|    | Italia (bandiera) | D     | Ampelio Cabiati    |
|    | Italia (bandiera) | A     | Aldo Bessoni       |
|    | Italia (bandiera) | C     | Ferruccio Biagioli |
|    | Italia (bandiera) | A     | Mario Bussich      |
|    | Italia (bandiera) | C     | Eraldo Celi        |
|    | Italia (bandiera) | P     | Amleto Cari        |
|    | Italia (bandiera) | C     | Serto Caprati      |
|    | Italia (bandiera) | C     | Quinto Contessa    |
|    | Italia (bandiera) | C     | Costa              |
|    | Italia (bandiera) | D     | Antonio Dellantoni |
|    | Italia (bandiera) | D     | Giuseppe Frigeri   |
|    | Italia (bandiera) | C     | Garfagnini         |
|    | Italia (bandiera) | C     | Francesco Godigna  |
|    | Italia (bandiera) | C     | Alfredo Lo Moro    |

| N. |                   | Ruolo | Calciatore        |
| -- | ----------------- | ----- | ----------------- |
|    | Italia (bandiera) | C     | Cesare Macerati   |
|    | Italia (bandiera) | A     | Antonio Maddaluno |
|    | Italia (bandiera) | D     | Gaetano Magnifico |
|    | Italia (bandiera) | A     | Manni             |
|    | Italia (bandiera) | D     | Marchetti         |
|    | Italia (bandiera) | P     | Eraldo Pangrazi   |
|    | Italia (bandiera) | C     | Mario Pierucci    |
|    | Italia (bandiera) | A     | Ranieri           |
|    | Italia (bandiera) | D     | Adolfo Ricci      |
|    | Italia (bandiera) | D     | Leopoldo Riccini  |
|    | Italia (bandiera) | C     | Brenno Romboli    |
|    | Italia (bandiera) | A     | Sannicandro       |
|    | Italia (bandiera) | C     | Dante Sbrana      |
|    | Italia (bandiera) | A     | Venturi           |
|    | Italia (bandiera) | C     | Carlo Zamporlini  |